# Furcsa pár (televíziós sorozat)
A Furcsa pár (eredeti cím: The Odd Couple) 2015 és 2017 között vetített amerikai szitkom, amelyet Matthew Perry, Danny Jacobson és Joe Keenan alkotott. A főbb szerepekben Matthew Perry, Thomas Lennon, Lindsay Sloane, Yvette Nicole Brown ée Wendell Pierce látható.
A sorozatot Amerikában 2015. február 19-én a CBS, míg Magyarországon a Comedy Central mutatta be 2023. március 26-án.
2017. május 15-én a CBS elkaszálta a sorozatot.

## Cselekmény
Felix Unger és Oscar Madison a nyolcvanas évek végén találkoznak a főiskolán, és a sors összehozza őket szobatársakként: bár Felix rendkívül neurotikus és kényes, ellentétben a hanyag és laza Oscarral, mindketten hamar összebarátkoznak. Végül két, önmaguktól nagyon különböző nőt vesznek feleségül (Felix a nyugodt, de harcias Ashley-vel házasodik össze, Oscar pedig a bizonytalan Gaby-val állapodik meg).
Évekkel később Felixet, aki most egy rendmániás hírlapíró és fotós, húsz év házasság után kirúgja Ashley (ebből nyolc évet házassági tanácsadáson töltött, az utolsó két évben Felix egyedül ment), és összeköltözik Oscarral, aki most egy sport talk show műsorvezető, akit volt felesége, Gaby elhagyott, mert meggondolatlanul trehány volt.
Felix és Oscar megpróbál randizni Caseyvel és Emilyvel, két nővérrel, akik lakótársak ugyanabban az épületben, és akik mindketten nemrég léptek ki saját egészségtelen kapcsolatukból. Felix eléggé bizonytalan, mivel még mindig érez valamit Ashley iránt, ami ellentétben áll Oscarral, aki azt állítja, hogy jobban érzi magát távol az exétől. Oscar azonban később bevallja Felixnek, hogy még nincs túl Gaby-n.
Oscar rendszeresen tart pókerpartikat, amelyeken két játékosa Teddy, az ügynöke és Roy, az egyik legjobb barátja.

## Szereplők

### Főszereplők
| Szereplő               | Színész             | Magyar hang     | Leírás |
| ---------------------- | ------------------- | --------------- | --- |
| Oscar Madison          | Matthew Perry       | Széles Tamás    | Sportújságíró és sportrádiós személyiség. Kissé lusta, és a lakásában általában rendetlenség van. Eleinte nőcsábász, sok egyéjszakás kalandja van, amíg meg nem ismerkedik Charlotte-tal.                                       |
| Felix Unger            | Thomas Lennon       | Welker Gábor    | Hivatásos fotós, tisztaságmániás. Felesége, Ashley beadja a válókeresetet. Csak akkor tud igazán továbblépni Ashley-től, amikor kapcsolatot kezd Emilyvel.                                                                      |
| Danielle "Dani" Duncan | Yvette Nicole Brown | Kiss Virág      | Oscar asszisztense a rádióműsorában, aki később a sorozat producere lesz. Nagyon erős személyiség, és gyakran mondja ki a véleményét.                                                                                           |
| Emily                  | Lindsay Sloane      | Kis-Kovács Luca | Az emeleti szomszéd, aki vonzódik Felixhez. Emily a helyi bárban dolgozik, de van egy ékszerüzlete, ami az igazi szenvedélye. Gyakran lenézi magát, és alacsony az önbecsülése, amikor a randizásról és a karrierjéről van szó. |
| Teddy                  | Wendell Pierce      | Törköly Levente | Oscar ügynöke és barátja. Teddy folyamatosan munkát talál Oscarnak, és gyakran bátorítja Oscar-t, hogy a nyilvánosság kedvéért olyan munkákat is elvállaljon, amelyeket ő nem akar.                                             |

### Mellékszereplők
| Szereplő              | Színész      | Magyar hang     | Leírás |
| --------------------- | ------------ | --------------- | --- |
| Casey                 | Leslie Bibb  | Zsigmond Tamara | Emily húga, aki hivatásos modell. A lánynak van egy rövid kalandja Oscarral, de később közli vele, hogy barátok akarnak maradni. Casey is összehozza Emilyt egy randira Felix-szel, miután az szakított vele. |
| Marcus "Murph" Murphy | Geoff Stults | Makranczi Zalán | Oscar barátja, aki a New York Mets egykori játékosa. Nőcsábász és amatőr költő, aki szétszórtnak tűnik, és gyakran nem emlékszik az emberek nevére.                                                           |

### Magyar változat
- Magyar szöveg: Laki Mihály
- Szinkronrendező: Gaál Erika

A szinkront a Labor Film szinkronstúdió készítette.